# Nazionale maschile universitaria di football americano del Guatemala
La nazionale di football americano universitaria del Guatemala è la selezione maschile di football americano che rappresenta il Guatemala nelle varie competizioni ufficiali o amichevoli riservate a squadre nazionali universitarie.

## Risultati
Legenda: Grassetto: Risultato migliore, Corsivo: Mancate partecipazioni

## Dettaglio stagioni

### Mondiali

#### Fase finale
| Stagione | regular season | regular season | regular season | regular season | regular season | regular season | playoff | playoff | playoff | playoff | playoff | playoff      | playoff     |
|          | Vin            | Par            | Per            | Tot            | PF             | PS             | Vin     | Per     | Tot     | PF      | PS      | risultato    | avversaria  |
| -------- | -------------- | -------------- | -------------- | -------------- | -------------- | -------------- | ------- | ------- | ------- | ------- | ------- | ------------ | ----------- |
| 2016     | 0              | 0              | 4              | 4              | 0              | 199            |         |         |         |         |         | Quinto posto | Stati Uniti |
| Totale   | 0              | 0              | 4              | 4              | 0              | 199            |         |         |         |         |         |              |             |

Fonte: americanfootballitalia.com

### Riepilogo partite disputate
| Anno | Luogo     | Evento   | Fase del torneo | Incontro                | Risultato |
| 2016 | Monterrey | Mondiale | Girone          | Giappone - Guatemala    | 72 - 0    |
| 2016 | Monterrey | Mondiale | Girone          | Guatemala - Messico     | 0 - 63    |
| 2016 | Monterrey | Mondiale | Girone          | Guatemala - Cina        | 0 - 3     |
| 2016 | Monterrey | Mondiale | Girone          | Stati Uniti - Guatemala | 61 - 0    |

## Confronti con le altre Nazionali
Questi sono i saldi del Guatemala nei confronti delle Nazionali incontrate.

### Saldo negativo
| Nazionale   | Giocate | Vinte | Pareggiate | Perse | PF | PS | Ultima vittoria | Ultimo pari | Ultima sconfitta |
| ----------- | ------- | ----- | ---------- | ----- | -- | -- | --------------- | ----------- | ---------------- |
| Cina        | 1       | 0     | 0          | 1     | 0  | 3  | -               | -           | 2016             |
| Stati Uniti | 1       | 0     | 0          | 1     | 0  | 61 | -               | -           | 2016             |
| Messico     | 1       | 0     | 0          | 1     | 0  | 63 | -               | -           | 2016             |
| Giappone    | 1       | 0     | 0          | 1     | 0  | 72 | -               | -           | 2016             |

## Roster storici
| Roster del Guatemala - Mondiale universitario 2016 |
| --- |
| Quarterback - 13 Miguel Bautista Running Back - 9 Julio Saavedra - 20 Oscar Perdomo FB - 25 Jose Suarez FB - 26 Sergio Calderon - 34 Rafael Pimentel - 44 Alex Alecio - 49 Kevin Franco Wide Receiver - 1 Eric Illezcas - 12 Pablo Martinez Tight End - 56 Juan Carlos Ramírez Offensive Linemen - 67 Sergio Arreola - 76 Otto Marroquin - 77 Hesler Champet Defensive Linemen - 61 Herbert Soto - 72 Javier Bolaños - 90 Christian Salazar DE Linebacker - 3 Pablo Arzù - 10 Eleazar Paiz Defensive Back - 2 Gabriel Peréz - 22 Luis Paiz - 29 Javier Soto - 37 Marvin Rodriguez - 83 Alejandro Barrios Special Team Roster aggiornato al 12 febbraio 2025 |